# Lista över tunnelbanor och stadsbanor
Detta är en lista över tunnelbanor och stadsbanor i världen.

## Afrika
| Tunnelbana        | Längd i km | invigningsår | Land     |
| ----------------- | ---------- | ------------ | -------- |
| Kairos tunnelbana | 61,5       | 1987         | Egypten  |
| Algers tunnelbana | -          | 2008         | Algeriet |

## Asien
| Tunnelbana                | Längd i km    | Invigningsår | Land                  | Stationer |
| ------------------------- | ------------- | ------------ | --------------------- | --------- |
| Tokyos tunnelbana         | 304,1         | 1927         | Japan                 | 285       |
| Seouls tunnelbana         | 286,9         | 1974         | Sydkorea              |           |
| Osakas tunnelbana         | 113,6/23,8*** | 1933         | Japan                 |           |
| MRT Singapore             | 109**         | 1987**       | Singapore             |           |
| Pekings tunnelbana        | 499           | 1969         | Kina                  |           |
| Hongkongs tunnelbana      | 87,7          | 1979         | Kina                  |           |
| Nagoyas tunnelbana        | 81,6          | 1957         | Japan                 |           |
| Shanghais tunnelbana      | 538           | 1995         | Kina                  |           |
| Pusans tunnelbana         | 72            | 1995         | Sydkorea              |           |
| Kuala Lumpurs högbana     | 64**          | 1996**       | Malaysia              |           |
| Dubai tunnelbana          | 52,1**        | 2009**       | Förenade arabemiraten |           |
| Taipeis tunnelbana        | 131,1         | 1996         | Taiwan                |           |
| Taoyuan tunnelbana        | 53,1          | 2017         | Taiwan                |           |
| Delhis tunnelbana         | 49,7          | 2002         | Indien                |           |
| Sapporos tunnelbana       | 48            | 1971         | Japan                 |           |
| Manilas högbana           | 45,6**        | 1975**       | Filippinerna          |           |
| Yokohamas tunnelbana      | 44,44         | 1972         | Japan                 |           |
| Bangkoks tunnelbana       | 21/23**       | 2004/1999**  | Thailand              |           |
| Tasjkents tunnelbana      | 36,1          | 1977         | Uzbekistan            |           |
| Kobes tunnelbana          | 30,6          | 1977         | Japan                 |           |
| Teherans tunnelbana       | 30            | 2000         | Iran                  |           |
| Fukuokas tunnelbana       | 29,8          | 1981         | Japan                 |           |
| Sendais tunnelbana        | 28,7          | 1987         | Japan                 | 29        |
| Kyotos tunnelbana         | 26,4          | 1980         | Japan                 |           |
| Daegus tunnelbana         | 24,9          | 1997         | Sydkorea              |           |
| Ankaras tunnelbana        | 64,36         | 1997         | Turkiet               | 56        |
| Incheons tunnelbana       | 23            | 1999         | Sydkorea              |           |
| Pyongyangs tunnelbana     | 22,5          | 1973         | Nordkorea             |           |
| Shenzhens tunnelbana      | 21,5          | 2004         | Kina                  |           |
| Astram, Hiroshima         | 18,4          | 1994         | Japan                 |           |
| Bursas premetro           | 38,9          | 2002*        | Turkiet               | 38        |
| Nanjings tunnelbana       | 17            | 2005         | Kina                  |           |
| Calcuttas tunnelbana      | 16,5          | 1984         | Indien                |           |
| Tama Toshi monorail       | 16***         | 1998***      | Japan                 |           |
| Chiba Monorail            | 15,5***       | 1998***      | Japan                 |           |
| Chennais högbana          | 15**          | 1987**       | Indien                |           |
| Novosibirsks tunnelbana   | 14,3          | 1986         | Ryssland              | 12        |
| Chongqing Rail Transit    | 13,5***       | 2005***      | Kina                  |           |
| Okinawa Monorail          | 12,8***       | 2003***      | Japan                 |           |
| Daejeons tunnelbana       | 12,4          | 2006         | Sydkorea              |           |
| Izmirs tunnelbana         | 27            | 2000         | Turkiet               | 24        |
| Almatys tunnelbana        | 11,3          | 2011         | Kazakstan             | 9         |
| Kwangjus tunnelbana       | 11            | 2004         | Sydkorea              |           |
| Wuhans högbana            | 10,2**        | 2004**       | Kina                  |           |
| Kitakyushus monorail      | 8,8***        | 1985***      | Japan                 |           |
| Jekaterinburgs tunnelbana | 8,5           | 1991         | Ryssland              | 7         |
| Shonans Monorail          | 6,6***        | 1970***      | Japan                 |           |
| Haifas bergbana           | 1,75****      | 1959****     | Israel                |           |

* premetro ** högbana *** monorail **** bergbana

### Under konstruktion och planering
Adana, Aleppo, Bangalore, Changchun, Chiang Mai, Chengdu, Dalian, Damaskus, Dubai, Esfahan, Hangzhou, Harbin, Ho Chi Minh-staden, Isfahan, Jakarta, Kaohsiung,  Krasnojarsk, Mashhad, Omsk, Qingdao, Shiraz, Tabriz, Tel Aviv, Tjeljabinsk, Xi'an

## Europa (inklusiveKaukasus)
| Tunnelbana                         | Längd i km | Invigningsår | Land           | Stationer |
| ---------------------------------- | ---------- | ------------ | -------------- | --------- |
| Berlins tunnelbana                 | 147        | 1902         | Tyskland       | 173       |
| Londons tunnelbana                 | 415        | 1863         | Storbritannien | 270       |
| Moskvas tunnelbana                 | 346,2      | 1935         | Ryssland       | 206       |
| Madrids tunnelbana                 | 293        | 1902         | Spanien        | 272       |
| Paris Metro                        | 211,99     | 1900         | Frankrike      | 301       |
| Barcelonas tunnelbana              | 144        | 1924         | Spanien        | 180       |
| Sankt Petersburgs tunnelbana       | 113,6      | 1955         | Ryssland       | 67        |
| Stockholms tunnelbana              | 108        | 1950         | Sverige        | 100       |
| Hamburgs tunnelbana                | 104,7      | 1912         | Tyskland       | 91        |
| Münchens tunnelbana                | 85         | 1971         | Tyskland       | 100       |
| Newcastles tunnelbana              | 76,5       | 1980         | Storbritannien |           |
| Milanos tunnelbana                 | 100        | 1964         | Italien        |           |
| Wiens tunnelbana                   | 66,5       | 1978         | Österrike      |           |
| Bukarests tunnelbana               | 63         | 1979         | Rumänien       |           |
| Frankfurts tunnelbana              | 56,1*      | 1968*        | Tyskland       |           |
| Kievs tunnelbana                   | 56,1       | 1960         | Ukraina        |           |
| Rotterdams tunnelbana              | 46,5/8,3*  | 1968         | Nederländerna  |           |
| Prags tunnelbana                   | 53,7       | 1974         | Tjeckien       |           |
| Atens tunnelbana                   | 52         | 1954         | Grekland       |           |
| Köln–Bonns stadsbana               | 50,1*      | 1968*        | Tyskland       |           |
| Oslos tunnelbana                   | 84,2       | 1966         | Norge          |           |
| Lilles tunnelbana                  | 45,5       | 1983         | Frankrike      |           |
| Helsingfors metro                  | 43         | 1982         | Finland        | 30        |
| Amsterdams tunnelbana              | 40         | 1977         | Nederländerna  |           |
| Roms tunnelbana                    | 60         | 1955         | Italien        |           |
| Lissabons tunnelbana               | 36,9       | 1959         | Portugal       | 46        |
| Bakus tunnelbana                   | 36,7       | 1967         | Azerbajdzjan   | 25        |
| Kharkovs tunnelbana                | 35,6       | 1975         | Ukraina        |           |
| Budapests tunnelbana               | 33         | 1896         | Ungern         |           |
| Bryssels tunnelbana                | 32,2/12*   | 1976/1969*   | Belgien        |           |
| Docklands Light Railway (i London) | 31**       | 1987**       | Storbritannien |           |
| Bilbaos tunnelbana                 | 30,1       | 1995         | Spanien        |           |
| Lyons tunnelbana                   | 29,5       | 1978         | Frankrike      |           |
| Nürnbergs tunnelbana               | 38,2       | 1972         | Tyskland       |           |
| Neapels tunnelbana                 | 28         | 1993         | Italien        |           |
| Valencias stadsbana                | 26,2*      | 1988*        | Spanien        |           |
| Tbilisis tunnelbana                | 26,3       | 1966         | Georgien       |           |
| Minsks tunnelbana                  | 23,7       | 1984         | Vitryssland    |           |
| Warszawas tunnelbana               | 23,1       | 1995         | Polen          |           |
| Essen–Mülheims premetro            | 22,6*      | 1967*        | Tyskland       |           |
| Stuttgarts premetro                | 22,5*      | 1966*        | Tyskland       |           |
| Köpenhamns metro                   | 36,5       | 1934/2002    | Danmark        |           |
| Marseilles tunnelbana              | 19,3       | 1977         | Frankrike      |           |
| Sevillas tunnelbana                | 18,9       | 2008         | Spanien        |           |
| Kryvyj Rihs premetro               | 18*        | 1986*        | Ukraina        |           |
| Düsseldorfs premetro               | 17,6*      | 1981*        | Tyskland       |           |
| Dortmunds U-bahn                   | 77,0*      | 1983*        | Tyskland       |           |
| Hannovers premetro                 | 17*        | 1975*        | Tyskland       |           |
| Charlerois premetro                | 16*        | 1983*        | Belgien        |           |
| Portos premetro                    | 16*        | 2002*        | Portugal       |           |
| Nizjnij Novgorods tunnelbana       | 15,5       | 1985         | Ryssland       | 13        |
| Wuppertals hängbana                | 13,3***    | 1901***      | Tyskland       |           |
| Toulouses tunnelbana               | 12,5       | 1993         | Frankrike      |           |
| Jerevans tunnelbana                | 12,1       | 1981         | Armenien       |           |
| Glasgows tunnelbana                | 10,4       | 1896         | Storbritannien |           |
| Bochums premetro                   | 10*        | 1979*        | Tyskland       |           |
| Sofias tunnelbana                  | 39         | 1998         | Bulgarien      |           |
| Bergens Bybane                     | 9,8*       | 2010*        | Norge          |           |
| Turins tunnelbana                  | 15,1       | 2006         | Italien        |           |
| Samaras tunnelbana                 | 9,1        | 1987         | Ryssland       | 9         |
| Lausannes premetro                 | 8,2*       | 1991*        | Schweiz        |           |
| Istanbuls tunnelbana               | 133,7      | 1989         | Turkiet        | 99        |
| Istanbuls Tünel                    | 0,7        | 1875         | Turkiet        | 2         |
| Kazans tunnelbana                  | 7,7        | 2005         | Ryssland       | 6         |
| Antwerpens premetro                | 7,6*       | 1975*        | Belgien        |           |
| Dnipros tunnelbana                 | 7,1        | 1995         | Ukraina        |           |
| Bielefelds premetro                | 5*         | 1971*        | Tyskland       |           |
| Genuas premetro                    | 7,1*       | 1990*        | Italien        |           |
| Catanias tunnelbana                | 3,8        | 1999         | Italien        |           |
| Gelsenkirchens premetro            | 3,7*       | 1984*        | Tyskland       |           |
| Volgograds premetro                | 3,3*       | 1984*        | Ryssland       |           |
| Rouens premetro                    | 2,2*       | 1994*        | Frankrike      |           |

Följande system i den tyska delstaten Nordrhein-Westfalen som nämns i tabellen är gemensamt organiserade av lokaltrafikföretaget Verkehrsverbund Rhein-Ruhr (i storleksordning): Essen-Mülheims premetro, Düsseldorfs premetro (som även går till Neuss, Krefeld och Duisburg), Dortmunds U-bahn, Wuppertals U-bahn/hängbana, Bochums premetro och Gelsenkirchens premetro. Alla systemen fysiskt förbundna via S-bahn (Stadsbana). Detta system binder ihop Tysklands viktigaste industriområden och det som i praktiken bildar Tysklands största stadsområde med över 9 miljoner invånare.

### Under konstruktion och planering
Alicante*, Belgrad*, Bologna, Brescia, Donetsk, Dublin, Karlsruhe*, Malmö, Málaga*, Odessa, Palermo, Palma, Perm, Sevilla*, Thessaloniki, Ufa

## Nordamerika
| Tunnelbana                | Längd i km | Invigningsår | Land                    |
| ------------------------- | ---------- | ------------ | ----------------------- |
| New Yorks tunnelbana      | 398        | 1904         | USA                     |
| Mexico Citys tunnelbana   | 201,7      | 1969         | Mexiko                  |
| Washingtons tunnelbana    | 171,2      | 1976         | USA                     |
| Bay Area Rapid Transit    | 152        | 1972         | USA                     |
| Muni Metro                | 14,9*      | 1917         | USA                     |
| Chicagos tunnelbana****   | 170,8      | 1892         | USA                     |
| Los Angeles tunnelbana    | 35/82*     | 1993/1991*   | USA                     |
| Torontos tunnelbana       | 63,6/6,4** | 1954/1985**  | Kanada                  |
| Philadelphias tunnelbana  | 64,3       | 1907         | USA                     |
| Montréals tunnelbana      | 64         | 1955         | Kanada                  |
| Saint Louis premetro      | 60,6*      | 1993*        | USA                     |
| Bostons tunnelbana        | 60,5/40*   | 1908/1897*   | USA                     |
| Vancouvers högbana        | 50**       | 1986**       | Kanada                  |
| Miamis högbana            | 36**       | 1984**       | USA                     |
| Clevelands tunnelbana     | 31         | 1955         | USA                     |
| Baltimores tunnelbana     | 24,5       | 1983         | USA                     |
| Guadalajaras premetro     | 24*        | 1989*        | Mexiko                  |
| Monterreys premetro       | 23*        | 1991*        | USA                     |
| San Juans tunnelbana      | 17,2       | 2005         | Puerto Rico (USA)       |
| Santo Domingos tunnelbana | 14,5       | 2008         | Dominikanska republiken |
| Edmontons premetro        | 12,3*      | 1978*        | Kanada                  |
| JTA Skyway, Jacksonville  | 6,9***     | 1989***      | USA                     |
| Las Vegas monorail        | 6,2***     | 2004***      | USA                     |
| Detroits högbana          | 4,5**      | 1987**       | USA                     |
| Pittsburghs premetro      | 3*         | 1985*        | USA                     |

* premetro ** högbana *** monorail **** delvis högbana

## Oceanien
| Område    | Land       | Namn            | Typ            | Öppnad        | Organisatör |
| --------- | ---------- | --------------- | -------------- | ------------- | ----------- |
| Melbourne | Australien | Melbourne Trams | Spårvagnar     | 1885          | Yarra Trams |
| Melbourne | Australien | City Loop       | Tunnellokaltåg | 1981 m.fl. år |             |
| Sydney    | Australien | CityRail        | Tunnellokaltåg | 1932 m.fl. år |             |

## Sydamerika
| Tunnelbana                    | Längd i km | Invigningsår | Land      |
| ----------------------------- | ---------- | ------------ | --------- |
| Santiago de Chiles tunnelbana | 110        | 1975         | Chile     |
| São Paulos tunnelbana         | 59,8       | 1974         | Brasilien |
| Caracas tunnelbana            | 45         | 1983         | Venezuela |
| Biotrén                       | 48         | 1999         | Chile     |
| Valparaísos tunnelbana        | 43         | 2005         | Chile     |
| Buenos Aires tunnelbana       | 42,1       | 1913         | Argentina |
| Rio de Janeiros tunnelbana    | 14,5/22*   | 1979/1983*   | Brasilien |
| Brasilias tunnelbana          | 31         | 2001         | Brasilien |
| Belo Horizontes högbana       | 30**       | 1987**       | Brasilien |
| Medellins högbana             | 28,6**     | 1995**       | Colombia  |
| Limas högbana                 | 10**       | 2003**       | Peru      |

* premetro ** högbana

### Under konstruktion och planering
Curitiba, Fortaleza, Goiânia, Maracaibo, Salvador, Valencia